# Akfryd
Akfryd (ur. ?, zm. 927) – książę Akwitanii i hrabia Owernii, młodszy syn Akfryda I, hrabiego Razes i Carcassonne, i Adelindy, córki hrabiego Owernii Bernarda Plantapilosy. Siostrzeniec księcia Akwitanii Wilhelma I Pobożnego, młodszy brat księcia Wilhelma II Młodszego.
Był księciem Akwitanii i hrabią Owernii przez kilka miesięcy po śmierci Wilhelma II pod koniec 926 r. Jako księcia wymienia go tylko dokument sporządzony już po jego śmierci w 928 r. Nosił tytuł hrabiego Owernii, ale nie posiadał wiele ziem w tej krainie, większość została już bowiem przydzielona licznym wasalom. Nie kontrolował już Akfryd Lyonnnais i Velay. Posiadał jedynie kilka hrabiowskich zamków.
Zmarł w 927 r. nie pozostawiwszy po sobie potomka. Według Ademara de Chabannes na swojego następcę wyznaczył hrabiego Poitiers Ebalusa, który był już księciem Akwitanii w latach 890–892 i pochodził z książęcego rodu. Nie miał jednak większych praw do Owernii, mimo to zgłosił pretensje również do tego hrabstwa co wywołało konflikt z hrabią Tuluzy Rajmundem Ponsem, który ciągnął się jeszcze po śmierci Ebalusa.